# Joseph d'Ursel
Marie Charles Joseph d'Ursel, 6e hertog d'Ursel, ook D'Ursel et d'Hoboken genaamd, (Brussel, 3 juli 1848 - Strombeek-Bever, 15 november 1903) was een Belgisch diplomaat en politicus voor de Katholieke Partij.

## Levensloop
D'Ursel was een kleinzoon van minister Charles-Joseph d'Ursel, en een zoon van Léon d'Ursel en van zijn tweede echtgenote Henriette d'Harcourt.
Hij promoveerde tot doctor in de Rechten (1869) aan de Katholieke Universiteit Leuven. Hij doorliep een loopbaan als diplomaat, van 1870 tot 1878. Hij trouwde met Antonine de Mun (1849-1931) en ze kregen twee zoons en twee dochters, onder wie senator Robert d'Ursel. Hij erfde de titel van hertog bij de dood van zijn vader in 1878.
In 1878 werd hij verkozen tot gemeenteraadslid en benoemd tot burgemeester van Hingene en bleef dit tot aan zijn dood, met een onderbreking van 1885 tot 1889. Van 1880 tot 1885 was hij ook provincieraadslid voor de provincie Antwerpen. Van 1885 tot 1889 was hij gouverneur van de provincie Henegouwen. In 1889 werd hij katholiek senator voor het arrondissement Mechelen en vervulde dit mandaat tot aan zijn dood. In 1899 werd hij tot Voorzitter van de Senaat verkozen en bekleedde dit ambt eveneens tot aan zijn dood.
In 1895 was hij medestichter van en medewerker aan het dagblad Le XXe siècle in Brussel.
Conrad Albert · Karel · Wolfgang Willem · Charles-Joseph · Léon · Joseph · Robert · Henri · Antonin · Stéphane
- Gemeinsame Normdatei: 1140501194
- International Standard Name Identifier: 0000 0004 3692 3739
- Réseau des bibliothèques de Suisse occidentale: 02-A024716738
- Virtual International Authority File: 310654661
- WorldCat: E39PBJwMHYpPk4F7jgWTXJTJXd